# カステッロ・ディ・ブリアンツァ
カステッロ・ディ・ブリアンツァ（伊: Castello di Brianza）は、イタリア共和国ロンバルディア州レッコ県にある、人口約2,600人の基礎自治体（コムーネ）。

## 地理

### 位置・広がり
レッコ県南部、ブリアンツァ地方のコムーネ。県都レッコから南南西へ12kmの距離にある。

#### 隣接コムーネ
隣接するコムーネは以下の通り。
- バルザーゴ
- コッレ・ブリアンツァ
- ドルツァーゴ
- ラ・ヴァッレッタ・ブリアンツァ
- サンタ・マリーア・オエ
- シルトリ

### 気候分類・地震分類
気候分類では、zona E, 2538 GGに分類される。
また、イタリアの地震リスク階級 (it) では、zona 3 (sismicità bassa) に分類される。

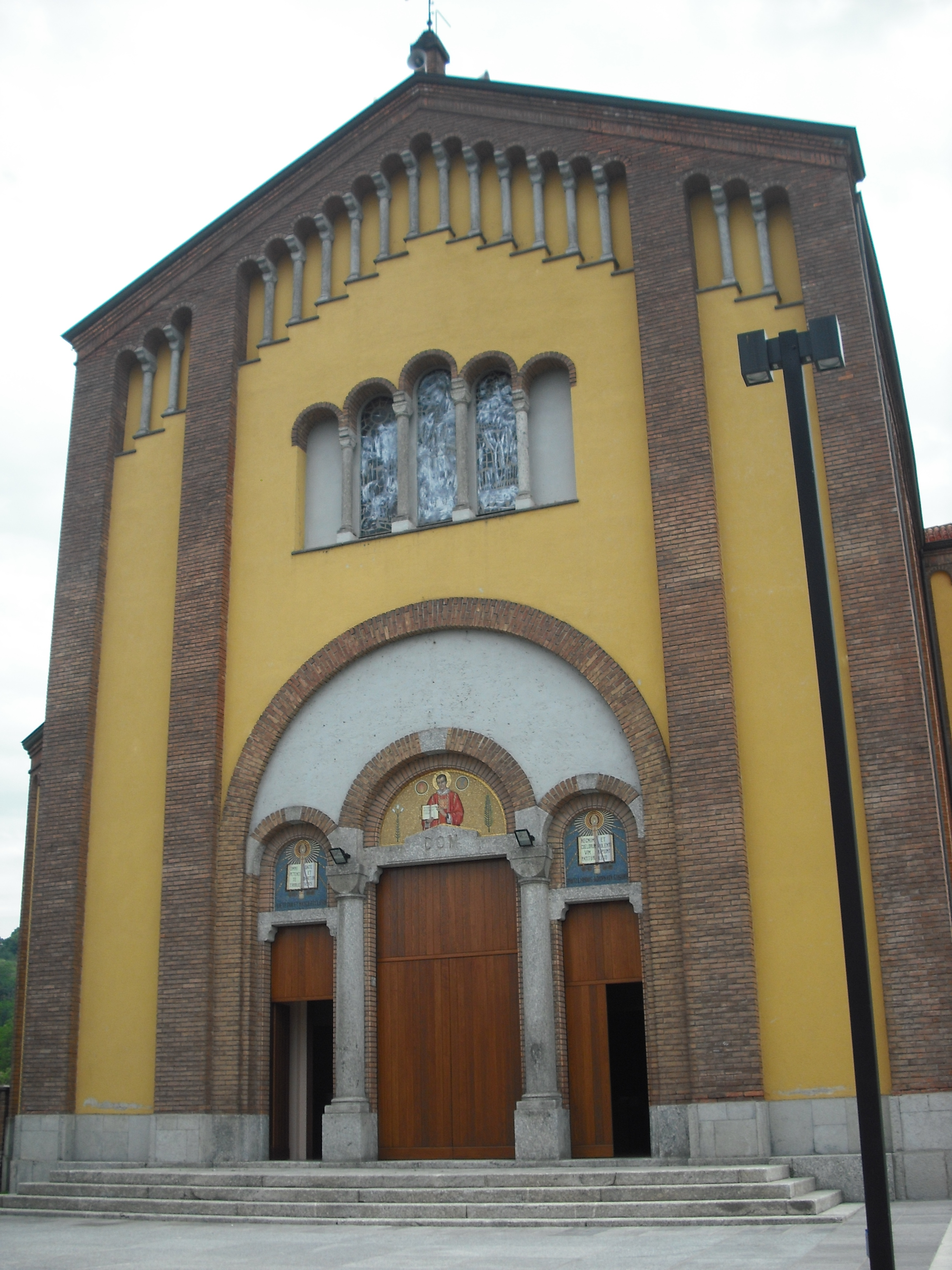
教区教会
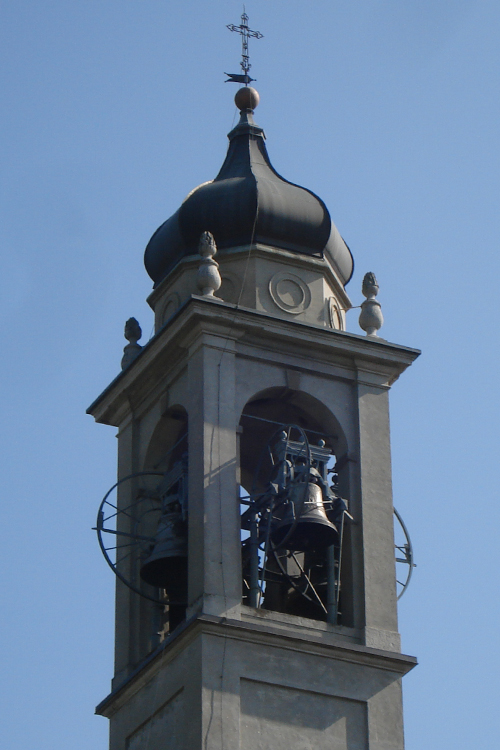

## 行政

### 分離集落
以下の分離集落（フラツィオーネ）がある。
- Bevera, Boffalora, Brianzola, Caraverio, Cascinette, Cologna (sede comunale), Moiacchina, Prestabbio